# Helicia latifolia
Helicia latifolia är en tvåhjärtbladig växtart som beskrevs av Cyril Tenison White. Helicia latifolia ingår i släktet Helicia och familjen Proteaceae. Inga underarter finns listade i Catalogue of Life.